# Fabula Nova Crystallis Final Fantasy

Fabula Nova Crystallis Final Fantasy (ファブラ ノヴァ クリスタリス ファイナルファンタジ, Fabura Nova Kurisutarisu Fainaru Fantajī), en latin erroné « la nouvelle fable des cristaux », est un projet en cours de développement par Square Enix comprenant une série de jeux Final Fantasy, à la manière de la Compilation of Final Fantasy VII et de l'Ivalice Alliance, et prenant place dans une mythologie commune. Selon Square Enix, les jeux se déroulent dans le même monde mais à des époques différentes, et il n'y a pas de coopération entre les équipes des différents titres, la seule connexion étant une « vague thématique "cristal" ». Le projet se compose de plusieurs titres :

Logo originel du projet.

- Final Fantasy XIII, un RPG dont la sortie, à l'origine prévue sur PlayStation 2, s'est finalement effectuée sur PlayStation 3 et Xbox 360 simultanément puis plus tard sur PC.
- Final Fantasy XIII-2, la suite de l'opus précédent, sorti sur PlayStation 3 et Xbox 360.
- Lightning Returns: Final Fantasy XIII, le dernier segment de la "Saga Lightning", sorti sur PlayStation 3 et Xbox 360.
- Final Fantasy Versus XIII (devenu finalement Final Fantasy XV et s'étant séparé de la Fabula Nova Crystallis par la même occasion), un RPG orienté action, pour PlayStation 4 et Xbox One, par l'équipe Square Enix de la série Kingdom Hearts.
- Final Fantasy Type-0, anciennement Final Fantasy Agito XIII (s'étant séparé de la Fabula Nova Crystallis par la même occasion), un RPG orienté action sorti sur PSP.
- Final Fantasy Agito, préquelle de Type-0, un RPG orienté action sorti sur Android et iOS.

Square Enix a également déposé la marque Final Fantasy Haeresis XIII, mais sans faire d'annonce de presse. La nature (et la réalité) de l'utilisation de cette marque reste donc inconnue.
Le projet, originellement baptisé Fabula Nova Crystallis Final Fantasy XIII, a été renommé avec Final Fantasy Type-0, ce jeu étant considéré comme faisant partie du projet, mais plus comme un XIII.

## Prologue
« Partir dans plusieurs directions fait naître des histoires nouvelles.

Une simple couleur peut apparaître sous d'innombrables nuances.

Telle la lumière qui luit à travers le cristal,

l'univers brille de ses multiples facettes. »

## Mythologie de l'histoire
Le concept de Fabula Nova Crystallis est celui d'une mythologie de base servant ensuite à l'élaboration de différents jeux. Aucun de ces titres ne se déroule dans le même univers, mais tous partagent les mêmes mythes, qui ont chacun pour origine le Cristal. Les concepteurs des différents jeux conçoivent alors des univers, des intrigues et des personnages uniques au jeu, en suivant des chemins différents.

### Mythe fondateur
L'univers de Fabula Nova Crystallis est divisé en deux : le Monde visible, où résident les vivants, et le Monde invisible, celui des morts. L'origine de la mythologie prend place quand le dieu Bhunivelze tue sa mère, Mwynn, afin de prendre le contrôle complet du Monde visible pour lui-même, et que Mwynn est ainsi envoyée dans le Monde invisible.
Malgré la réalisation de son objectif de contrôle total du Monde visible, Bhunivelze s'inquiète de ce qu'il croit être une malédiction que Mwynn aurait placée sur le royaume des vivants afin qu'il soit un jour détruit. Pour mettre un terme à la malédiction, Bhunivelze cherche à détruire sa mère définitivement, mais se trouve incapable d'atteindre le Monde invisible sans renoncer au contrôle du Monde visible. Bhunivelze crée alors le fal'Cie Pulse, chargé de chercher la porte du
Monde invisible.
Afin d'aider Pulse, Bhunivelze crée rapidement le fal'Cie Etro, mais découvre trop tard qu'il lui a involontairement donné les traits de Mwynn. Bhunivelze décide alors de ne donner aucun pouvoir à Etro. Pour remplacer Etro, Bhunivelze crée le fal'Cie Lindzei, chargée de protéger le monde et Bhunivelze lui-même. Laissant ces fal'Cie responsables du monde, Bhunivelze se plonge alors dans une stase cristalline profonde, de laquelle il ne doit être sorti que lorsque la porte du
Monde invisible a été trouvée.
Voyant que Pulse et Lindzei ont été chargés d'une tâche à accomplir, alors qu'elle-même n'a ni but ni pouvoir sur le monde, Etro plonge dans une grande détresse. Elle finit par se suicider de désespoir, et disparait du monde visible ; de son sang versé, l'humanité naît et grandit. Etro partage ainsi un lien avec ces créatures qu'elle a créées inconsciemment et qui, comme elle, sont destinées à mourir.
Dans le Monde invisible, Etro découvre Mwynn, en train d'être consumée par une étrange masse d'énergie connue sous le nom de Chaos, un sous-produit de la création des fal'Cie par Bhunivelze. Dans un dernier souffle, Mwynn charge Etro de protéger l'équilibre de l'univers, car si l'équilibre entre les Mondes visible et invisible devait être perturbé, l'univers lui-même s'effondrerait. Etro apprend alors que la mort du Monde visible, redoutée par Bhunivelze, n'est en fait pas une malédiction mais un aspect du destin.
Néanmoins, cette requête de Mwynn est noyée dans l'action de Chaos, et Etro ne la comprend pas. Etro devient alors solitaire, bien que remplie d'affection pour les humains, qui ne vivent que pour mourir. Elle place un morceau de Chaos au sein de chaque être humain, morceau qui devient leur « cœur », afin que tant que les humains continuent à naître et mourir, l'univers reste en équilibre.
Dans le même temps, Pulse continue de concevoir le monde comme bon lui semble, alors que Lindzei protège le monde. Beaucoup d'humains, en conséquence, se mettent à vénérer (et pour certains, à abhorrer) ces fal'Cie comme des dieux. Etro, quant à elle, devient connue comme déesse de la Mort, qui attend chaque être humain pour l'accueillir lors de son passage vers le Monde invisible. Pendant ce temps, Bhunivelze continue de dormir.

## Promotion
Le 8 octobre 2010, à la suite d'une forte demande de fans, Nomura met en ligne une très courte vidéo présentant en avant-première Agito XIII (maintenant Type-0) et Versus XIII (maintenant FF XV) dans leur gameplay respectif. Cette vidéo fait la promotion d'une conférence sur Fabula Nova Crystallis Final Fantasy XIII qui s'est déroulée le 11 janvier 2011.